# مورنا اررا
مورنا اِررا (اسپانیایی: Morena Herrera‎؛ زادهٔ ۱۹۵۹/۱۹۶۰) فعال حقوق بشر، کنشگر اجتماعی و فمینیست اهل السالوادور است که به دلیل فعالیت‌هایش علیه ممنوعیت سقط جنین در السالوادور شناخته شده‌است.
وی یکی از ۱۰۰ زن بی‌بی‌سی است و کارهایش در گزارش عفو بین‌الملل در ژانویهٔ ۲۰۱۵ ثبت شده‌است.